# جبل نيمبا
جبل نيمبا (بالإنجليزية: Mount Nimba)‏ هو جبل يقع على الحدود بين دولة ساحل العاج وغينيا في غرب أفريقيا.

## التسمية
يطلق على الجبل أيضاً اسم الجغرافي الفرنسي جاك ريتشارد مولارد، الذي توفي في حادث بموقع الجبل عام 1951. قبل ذلك كان يطلق عليه جبل نوون.